# 藓丛佛肚苣苔
藓丛佛肚苣苔（学名：Oreocharis muscicola）为苦苣苔科马铃苣苔属下的一个种。該物種分佈於中華人民共和國西藏东南部、云南西北部、缅甸、不丹、印度北部海拔2400-3500米的林中岩石上或树干上。